# Санднесшеен
Санднесшеен (норв. Sandnessjøen) је насељено место у Норвешкој у округу Nordland. Има статус града од 1999.